# Квіти персика
«Квіти персика» — картина раннього періоду творчості американського художника Вінслова Гомера (1836−1910).
Полотно належить до перших самостійних композицій художника. Сюжет простий — біля кам'яної огорожі зупинилася молода жінка, зачарована квітами персика. Рослина — ботанічний родич мигдалю. Обидва розквітають рано навесні і ще до появи листя. Голі квіти персикового дерева на тлі зеленої трави і подав художник. Серед творів Гомера — «Квіти персика» вирізняються неабиякою декоративністю і колористичним багатством пейзажного мотиву. Зазвичай картини Хомера будуть по пуританські стримані в колориті, без різких рухів персонажів, але психологічна напруженість образів буде невпинно зростати.